# Хожеле
Хоже́ле (пол. Chorzele, Хоже́лє) — місто в центральній Польщі, на річці Ожиць (Ожиця).
Належить до Пшасниського повіту Мазовецького воєводства.

## Демографія
Демографічна структура станом на 31 березня 2011 року:
|          | Загалом | Допрацездатний вік | Працездатний вік | Постпрацездатний вік |
| -------- | ------- | ------------------ | ---------------- | -------------------- |
| Чоловіки | 1472    | 324                | 1007             | 141                  |
| Жінки    | 1493    | 288                | 889              | 316                  |
| Разом    | 2965    | 612                | 1896             | 457                  |